# Before This World
Before This World é o décimo sétimo álbum de estúdio do cantor norte-americano James Taylor, lançado a 15 de junho de 2015 através da Concord Records. O disco estreou na primeira posição da tabela musical dos Estados Unidos, Billboard 200, com 97 mil cópias vendidas.

## Desempenho nas tabelas musicais

### Posições
| Tabela musical (2015)            | Melhor posição |
| -------------------------------- | -------------- |
| Alemanha - Official Top 100      | 32             |
| Austrália - ARIA Albums Chart    | 12             |
| Bélgica - Ultratop 50 (Flandres) | 32             |
| Bélgica - Ultratop 50 (Valónia)  | 88             |
| Canadá - Canadian Albums         | 10             |
| Espanha - PROMUSICAE             | 31             |
| Estados Unidos - Billboard 200   | 1              |
| Irlanda - Top 100 Artist Album   | 11             |
| Itália - FIMI                    | 22             |
| Noruega - VG-lista               | 16             |
| Nova Zelândia - NZ Top 40 Albums | 12             |
| Reino Unido - UK Albums Chart    | 4              |
| Suíça - Schweizer Hitparade      | 41             |